# روبرت واگنر
روبرت واگنر (به آلمانی: Robert Wagner) (زاده ۱۳ اکتبر ۱۸۹۵ – درگذشته ۱۴ اوت ۱۹۴۶) یک سیاستمدار آلمانی در دوره رایش سوم و گاولایتر بادن و آلزاس بود.

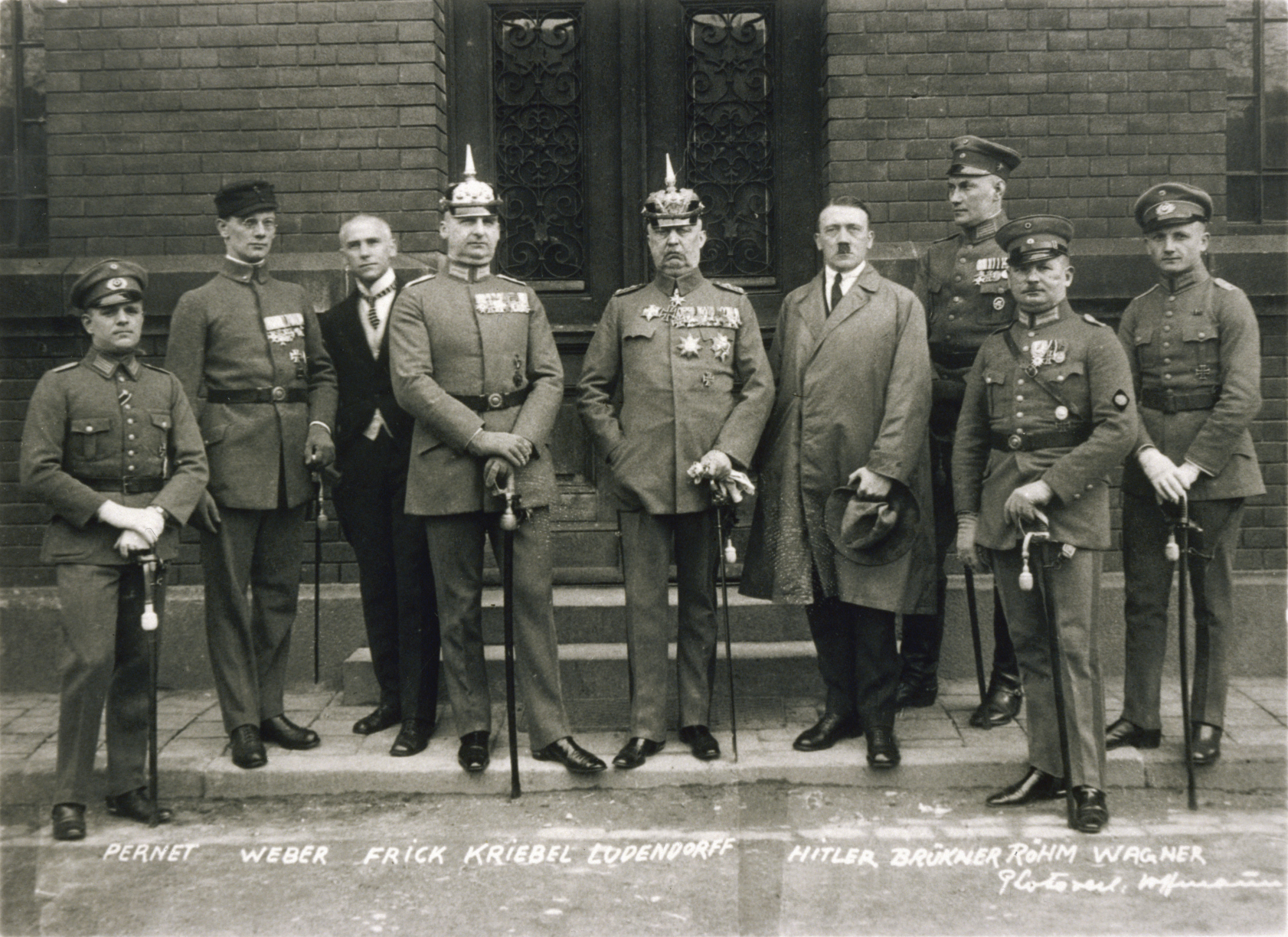
واگنر نفر راست

وی در ابرباخ در امپراتوری آلمان زاده شد.وی دومین از پنج فرزند یک خانواده مزرعه‌دار بود.با شروع جنگ جهانی اول تحصیل را رها کرد، داوطلب ارتش شد و از سال ۱۹۱۴ تا ۱۹۱۸ در چندین نبرد در جبهه غرب جنگید.
واگنر پس از جنگ و در فوریه ۱۹۱۹ به گردان دوم داوطلبان بادن پیوست و در سرکوب ناآرامی‌های انقلابیون در شهرهای مانهایم و کارلسروهه شرکت داشت.در مونیخ با هیتلر و اریش لودندورف ملاقات کرد و به سرعت مجذوب آنان شد.این ملاقات به سبب دوستی وی با پسرخوانده لودندورف حاصل شده بود.
وی در ۹ نوامبر ۱۹۲۳ در کودتای مونیخ شرکت داشت.دستگیر شد و در ۲۶ فوریه ۱۹۲۴ به همراه هیتلر و هفت متهم دیگر در دادگاه حاضر بود.در این دادگاه محاکمه و محکوم به گذراندن ۱۸ ماه حبس شد.اما پس از ۱۱ هفته آزاد شد.
با دست‌یابی نازی‌ها به قدرت در آلمان، واگنر به عنوان گاولایتر بادن منصوب شد.وی در ۲۲ اکتبر ۱۹۴۰ به برلین چنین گزارش کرد:
".Baden ist als erster Gau judenfrei" — "بادن اولین شهرستانی است که از وجود یهودیان خالی شده است."
وی گاولایتر آلزاس نیز شد و پس از مدتی به خاطر اقدامات بی‌رحمانه‌اش "قصاب آلزاس" نام گرفت.وی قدرتی بیش از دیگر گاولایترها داشت و در بسیاری از دادگاه‌ها حضور پیدا می‌کرد.هم‌چنین ۴٬۴۶۴ یهودی را به اردوگاه گورس در فرانسه فرستاد که تنها ۸۰۰ نفر از آنان تا پایان جنگ زنده ماندند.
با پایان جنگ جهانی دوم، واگنر در فرانسه دستگیر، محاکمه و به اعدام محکوم شد.در نهایت وی در ۱۴ اوت ۱۹۴۶ در استراسبورگ فرانسه تیرباران شد.